# 수마트라돼지코오소리
수마트라돼지코오소리(학명: Arctonyx hoevenii)는 식육목 족제비과 돼지코오소리속에 속하는 육식성 포유류의 일종으로, 인도네시아의 수마트라섬에 분포한다. 본래 돼지코오소리의 아종으로 여겨졌지만, 2008년 유전학 연구 이후 같은 속에 속하는 별도의 종으로 재분류가 이루어졌다.